# وحدة الهلال الخصيب

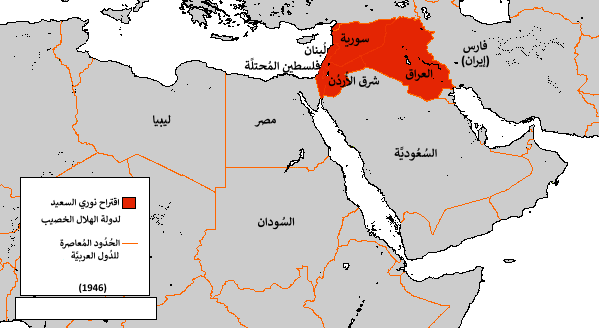
خريطة للعالم العربي وتظهر وحدة الهلال الخصيب كما اقترحها نوري السعيد.

وحدة الهلال الخصيب أو وحدة المشرق العربي هي مشروع ظهر في عام 1943 لتحقيق وحدة أقطار المشرق العربي. حظيت الفكرة بدعم نوري السعيد الذي قدمها إلى السلطات البريطانية عندما شعر العرب بضعف فرنسا القوة المستعمرة في سوريا التي سعت دومًا إلى الهيمنة على المنطقة وتقسيمها إلى دويلات. أيد الشمال السوري الفكرة نظرًا للعلاقات التجارية والاجتماعية التي كانت حلب ومنطقتها تتمتع بها مع العراق. في سورية، كان حزب الشعب داعمًا للفكرة، بينما كانت الكتلة الوطنية وضباط الجيش معارضين لها. كادت الفكرة تنجح تحت حكم الرئيس سامي الحناوي عندما بدأت محادثات للوحدة بين سوريا والعراق، إلا أن انقلاب أديب الشيشكلي المعارض بقوة للمشروع أجهضه في مهده.